# Raajakumara
Raajakumara è un film del 2017 diretto Santosh Ananddram.

## Trama
Siddharth è il figlio adottivo della ricca coppia Ashok e Sujatha conduce una vita felice a Melbourne, occupandosi degli affari di suo padre e combattendo per l'orgoglio del suo paese natale, è un ragazzo di buon cuore che aiuta chiunque abbia bisogno. Si innamora di Nandini, un istruttore di salsa. La tragedia ha colpito nella vita di Siddharth, perde la sua intera famiglia in un incidente aereo e torna in India.
Tramite il padre di Nandini, viene a sapere che suo padre era odiato dalla gente a causa dello schema di poliomielite introdotto da lui per i poveri che era stato rovinato a causa delle macchinazioni di Jagannath, un ministro corrotto. Siddharth si prende cura degli anziani in una casa di riposo per risolvere tutti i loro problemi. Uno di loro, Vishwa Joshi, è il padre di Jagannath e aiuta Siddharth a dare via gli atti malvagi fatti da suo figlio.
Jagannath cerca di rovinare i suoi piani, cerca di ottenere la casa della vecchiaia e fa addirittura attaccare suo padre dai suoi scagnozzi. Alla fine, comunque, Jagannath cambia idea, salva suo padre e si arrende alla polizia e tutti i vecchi si riuniscono con i loro figli

## Colonna sonora
Musiche di V. Harikishna.
1. Shashank Sheshagiri – Yarivanu Kannadadavanu – 4:03
2. Puneeth Rajkumar – Yaakingagidhe – 3:55
3. Vijay Prakash – Bombe Helutaithe – 4:47
4. Santosh Venky, Priya Himesh – Appu Dance – 4:12
5. Sonu Nigam – Saagaradha – 4:34